# The Human Race (film)
Pour plus de détails, voir Fiche technique et Distribution.
The Human Race est un film de science-fiction américain réalisé par Paul Hough, sorti en août 2013.

## Synopsis
Dans une ville américaine, 79 personnes disparaissent dans un éclair de lumière et se retrouvent dans un lieu fermé constitué de plusieurs bâtiments et de terrains vagues. Tous les types d'êtres humains sont représentés. Une voix leur explique alors qu'ils doivent courir sur un chemin qui fait le tour du lieu. S'ils quittent le chemin, ils meurent, s'ils sont derniers, ils meurent. Commence alors une course pour la survie sans savoir pour qui ni pourquoi ils doivent courir.

## Fiche technique
- Titre original : The Human Race
- Titre québécois :
- Réalisation : Paul Hough
- Scénario :
- Direction artistique :
- Décors :
- Costumes :
- Photographie :
- Montage :
- Son :
- Musique :
- Production :
- Sociétés de production :
- Sociétés de distribution :
- Sociétés des effets spéciaux :
- Budget : 567 000 dollars
- Pays d'origine :
- Langue originale :
- Format : couleur
- Genre : science-fiction
- Durée :
- Dates de sortie :
  -  États-Unis (première) : 4 août 2013

## Distribution
- Paul McCarthy-Boyington : Justin
- Eddie McGee : Eddie
- Brianna Lauren Jackson : Veronica
- Trista Robinson : Deaf Female
- T. Arthur Cottam : Deaf Male

## Autour du film
Le titre du film est un jeu de mots en anglais, The Human Race pouvant signifier à la fois L'espèce humaine et La course humaine.
Ce film a été projeté en France le 8 novembre 2012 au festival Utopiales à Nantes.